# 뉴스 (도쿄지헨의 EP)
《뉴스》(ニュース)는 일본의 밴드도쿄지헨의 두 번째 미니 음반이다. 2020년 4월 8일에 유니버설 뮤직을 통해서 발매되었다.
초도 생산분에는 뉴스지 자켓 사양, “재생” 기념 · 시리얼 넘버가 들어있다.

## 개요
이번 음반은 제3기 도쿄지헨으로 "재생"된 이래로 첫 정규 음반이며 음반으로는 2013년 2월에 발매된 《Hard Disk》 이후 약 7년 만의 발매이며, 정규 음반으로는 《color bars》 이후 약 8년 만의 발매이다. 이번 음반에는 구성원 전체가 각각 작곡한 다섯 곡의 신곡이 수록되어 있으며 수록곡의 제목은 《大発見 / 대발견》, 《color bars》와 마찬가지로 모두 전각으로 일곱 글자에 맞추어져있다.
음반 발매 직전인 2020년 4월 3일에는 TV 도쿄 계열 《ミュージックステーション / 뮤직 스테이션》에서 수록곡인 〈永遠の不在証明 / 영원한 알리바이〉와 〈能動的三分間 / 능동적 삼분간〉 무대를 가졌으며 도쿄지헨으로 "재생"된 이후의 첫 출연을 달성하였다.

## 수록 내용
전체 작사: 시이나 링고. 전체 편곡: 도쿄지헨
| #            | 제목                                | 작곡          | 재생 시간 |
| ------------ | ----------------------------------- | ------------- | --------- |
| 1.           | 〈選ばれざる国民 선택받아진 국민〉  | 우키구모      | 4:12      |
| 2.           | 〈うるうるうるう 우루우루우루우〉   | 이자와 이치요 | 4:09      |
| 3.           | 〈現役プレイヤー 현역의 플레이어〉  | 카메다 세이지 | 3:00      |
| 4.           | 〈猫の手は借りて 고양이 손은 빌려〉 | 하타 토시키   | 4:15      |
| 5.           | 〈永遠の不在証明 영원한 알리바이〉  | 시이나 링고   | 4:23      |
| 총 재생 시간 | 총 재생 시간                        | 총 재생 시간  | 20:02     |

## 노래 정보
1. 選ばれざる国民(The Lower Classes)
2020년 1월 1일에 "재생" 발표와 함께 디지털 한정으로 발매된 신곡[5].
음악 나탈리에서 진행된 시이나 링고의 인터뷰에 의하면〈某都民 / 모도민〉에 이어지는 곡으로 작사를 하였다[6].
2. うるうるうるう(Leap & Peal)
시이나 링고의 인터뷰에서는 작곡하는 이자와 이치요가 “하카타 사투리로 적어보고 싶다”라는 말에서 처음에는 ‘あまおういちご→아마오우 딸기’라는 제목으로 작사를 시작했으며 대강 작사를 해봤지만 잘되지 않아서 이번 노래가 나왔다고 말하고 있다[6]. 또한, 하카타 사투리로 작사된 곡은 후에 〈名実共に / 명실공히〉라는 제목으로 발매되고 있다.
3. 現役プレイヤー(Active Players)
WOWOW 테니스 2020 시즌 이미지 송[7]
4. 猫の手は借りて(The Cat From Outer Space)
5. 永遠の不在証明(The Scarlet Alibi)
《명탐정 코난: 비색의 탄환》 주제가[8]
2020년 2월 29일에 선행 발매되었다[8]. 뮤직 비디오는 코다마 유이치에 의해서 제작되었다[9].

## 미디어에서의 사용
| 노래           | 사용된 곳                           | 사용된 기간 |
| -------------- | ----------------------------------- | ----------- |
| 現役プレイヤー | WOWOW 테니스 2020 시즌 이미지 송    | 2020년 ~    |
| 永遠の不在証明 | 《명탐정 코난: 비색의 탄환》 주제가 | 2021年      |

## 차트 성적
2020년 4월 7일 오리콘 데일리 음반 차트에서 첫 등장에 2위를 차지하였다.
2020년 4월 20일 오리콘 주간 음반 차트에서는 30,407장의 판매량을 기록하였으며 첫 등장에 2위를 차지하였으며, 오리콘 주간 종합 음반 차트에서는 33,441pt로 첫 등장에 2위를 차지하였다.
또, 2020년 4월의 오리콘 주간 음반 차트왜서는 34,783장의 판매량을 기록하였으며 3위를 차지하였다.
2020년 4월 20일의 Billboard Japan Hot Albums에서는 첫 등장에 2위를 차지하였다.

## 차트

### 일간
| 차트 (2020)                    | 최고 순위 |
| ------------------------------ | --------- |
| 일본 (오리콘 데일리 음반 차트) | 2         |

### 주간
| 차트 (2020)                                | 최고 순위 |
| ------------------------------------------ | --------- |
| 일본 (오리콘 음반 차트)                    | 2         |
| 일본 (오리콘 디지털 음반 차트)             | 3         |
| 일본 (오리콘 합산 음반)                    | 2         |
| 일본 (Billboard Japan Hot Albums)          | 2         |
| 일본 (Billboard JAPAN Top Albums Sales)    | 2         |
| 일본 (Billboard JAPAN Top Download Albums) | 4         |

### 월간
| 차트 (2020)                  | 최고 순위 |
| ---------------------------- | --------- |
| 일본 (오리콘 월간 음반 차트) | 3         |

### 내용주
1. ↑  《color bars》와는 다르며 모든 곡을 시이나 링고가 작사하고 보컬을 맡는다

### 참조주
1. ↑  “東京事変のライナーノーツ公開、初回限定仕様CDに「お楽しみシリアルナンバー」封入”. 《音楽ナタリー》 (일본어). 2020년 4월 8일. 2020년 4월 10일에 확인함.
2. ↑  “東京事変、新曲5曲入った8年ぶり新作「ニュース」リリース” [도쿄지헨, 다섯 개의 신곡이 들어간 8년 만의 앨범 “뉴스” 발매]. 《音楽ナタリー》 (일본어). 2020년 2월 7일. 2020년 4월 10일에 확인함.
3. ↑  “「Mステ」3時間SPに東京事変、キスマイ、GLAY、三代目、スカパラ、乃木坂46ら” [“M스테” 3시간 스페셜에 도쿄지헨, 키스마이, GLAY, 삼대째, 스카파라, 노기자카46 등]. 《音楽ナタリー》 (일본어). 2020년 3월 27일. 2020년 4월 10일에 확인함.
4. ↑  “「Mステ」3時間SPにスキマスイッチが志尊淳＆城田優と出演、宮本浩次やYOSHIも” [“M스테” 3시간 스페셜에 스키마 스위치가 시손 준＆시로타 유와 함께 출연, 미야미토 히로지나 YOSHI도]. 《音楽ナタリー》 (일본어). 2020년 3월 31일. 2020년 4월 10일에 확인함.
5. ↑  “東京事変、閏年に“再生”” [도쿄지헨, 윤년에 “재생”]. 《音楽ナタリー》 (일본어). 2020년 1월 1일. 2020년 4월 10일에 확인함.
6. 1 2  “東京事変「ニュース」インタビュー｜2020年、職人集団の最新型” [도쿄지헨 “뉴스” 인터뷰｜2020년, 직인 집단의 최신형]. 《音楽ナタリー》 (일본어). 2020년 4월 10일에 확인함.
7. ↑  “東京事変「現役プレイヤー」が「WOWOWテニス2020シーズン」イメージソングに” [도쿄지헨 ‘현역의 플레이어’가 “WOWOW 테니스 2020 시즌”의 이미지 송으로]. 《音楽ナタリー》 (일본어). 2020년 3월 30일. 2020년 4월 10일에 확인함.
8. 1 2  “東京事変、新曲「永遠の不在証明」が劇場版「名探偵コナン 緋色の弾丸」主題歌に決定” [도쿄지헨,  신곡 ‘영원한 알리바이’가 극장판 “명탐정 코난: 비색의 탄환” 주제가로 결정]. 《音楽ナタリー》 (일본어). 2020년 2월 28일. 2020년 4월 10일에 확인함.
9. ↑  “東京事変、閏年に地球へ舞い降りる「永遠の不在証明」MV” [도쿄지헨, 윤년에 지구에 내려앉은 ‘영원한 알리바이’ MV]. 《音楽ナタリー》 (일본어). 2020년 4월 2일. 2020년 4월 10일에 확인함.
10. 1 2  “オリコンデイリー アルバムランキング 2020年4月7日付” [오리콘 데일리 음반 차트 2020년 4월 7일]. 《ORICON NEWS》 (일본어). オリコン. 2019년 4월 7일. 2020년 4월 9일에 원본 문서에서 보존된 문서. 2019년 4월 10일에 확인함.
11. 1 2  “オリコン週間 アルバムランキング 2020年4月20日付” [오리콘 주간 음반 차트 2020년 4월 20일]. 《ORICON NEWS》 (일본어). オリコン. 2020년 4월 15일. 2020년 4월 17일에 확인함.
12. 1 2  “オリコン週間 合算アルバムランキング 2020年4月20日付” [오리콘 주간 합산 음반 차트 2020년 4월 20일]. 《ORICON NEWS》 (일본어). オリコン. 2020년 4월 15일. 2020년 4월 15일에 원본 문서에서 보존된 문서. 2020년 4월 17일에 확인함.
13. 1 2  “オリコン月間 アルバムランキング 2020年4月度” [오리콘 월간 음반 차트 2020년 4월]. 《ORICON NEWS》 (일본어). オリコン. 2020년 5월 14일에 원본 문서에서 보존된 문서. 2020년 5월 14일에 확인함.
14. ↑  “【ビルボード】JUJU『YOUR STORY』が総合アルバム首位　東京事変/MAXが続く” [【빌보드】JUJU “YOUR STORY”가 종합 음반 상위권, 도쿄지헨/MAX가 잇다] (일본어). Billboard JAPAN. 2020년 4월 15일. 2020년 4월 17일에 확인함.
15. ↑  “オリコン週間 デジタルアルバムランキング 2020年4月20日付” [오리콘 주간 디지털 음반 차트 2020년 4월 20일]. 《ORICON NEWS》 (일본어). オリコン. 2020년 4월 15일. 2020년 4월 15일에 원본 문서에서 보존된 문서. 2020년 4월 17일에 확인함.
16. ↑  “Billboard Japan Hot Albums 2020年4月20日付け” (일본어). Billboard JAPAN. 2020년 4월 15일. 2020년 4월 17일에 확인함.
17. ↑  “Billboard JAPAN Top Albums Sales 2020年4月20日付け” (일본어). Billboard JAPAN. 2020년 4월 15일. 2020년 4월 17일에 확인함.
18. ↑  “Billboard JAPAN Top Download Albums 2020年4月20日付け” (일본어). Billboard JAPAN. 2020년 4월 15일. 2020년 4월 17일에 확인함.